# Бондон
Бондон (фр. Bondons) насеље је и општина у јужној Француској у региону Лангдок-Русијон, у департману Лозер која припада префектури Флорак.
По подацима из 2011. године у општини је живело 139 становника, а густина насељености је износила 3,05 становника/km². Општина се простире на површини од 45,54 km². Налази се на средњој надморској висини од 863 метара (максималној 1.569 m, а минималној 600 m).

## Демографија
| 1962. | 1968. | 1975. | 1982. | 1990. | 1999. | 2011. |
| ----- | ----- | ----- | ----- | ----- | ----- | ----- |
| 291   | 230   | 234   | 194   | 159   | 150   | 139   |

График промене броја становника у току последњих година